# Blended Learning
 Der er for få eller ingen kildehenvisninger i denne artikel, hvilket er et problem. Du kan hjælpe ved at angive troværdige kilder til de påstande, som fremføres i artiklen.

Blended Learning er et begreb der anvendes inden for uddannelsesverdenen. Det betegner typisk kombinationen af e-learning og tilstedeværelseskurser, f.eks. instruktørledede kurser. Det kan dog også være kombinationer af f.eks.
- Selvstudier
- E-learning
- Gruppediskussioner på internettet

Teorien bag blended learning er at man kombinerer de bedst egnede metoder i et undervisningsforløb så resultaterne, indlæringen, bliver optimeret.
I en blended learning-tilgangen til læring kombineres ansigt-til-ansigt-undervisning med computermedieret undervisning. De lærende og underviserne arbejder i fællesskab på at forbedre kvaliteten af såvel læring som undervisning. 
Om et kursus skal eller bør være ansigt-til-ansigt-undervisning, et online-kursus eller en kombination af disse beror på en analyse af de deltagendes kompetencer, de deltagendes fysiske placering og de mulige tilgængelige ressourcer.  På baggrund af en analyse af ovenstående tre forhold, kan en underviser beslutte hvilken undervisningsform der forekommer mest hensigtsmæssig.
Blended learning giver større mulighed for kvalitet og kvantitet i den menneskelige interaktion i et online læringsmiljø. Blended learning giver de lærende mulighed for både at være og lære sammen og hver for sig. Ved anvendelse af et online læringsmiljø får de lærende desuden mulighed for altid at kunne kommunikere online på tværs af tid og sted. Dette kaldes asynkron kommunikation og en central fordel ved computermedieret læring. Desuden kan man argumentere for [hvordan ?], at blended learning giver et godt miks af teknologi og medmenneskelig interaktion. 
Et eksempel på blended learning kunne være at kombinere teknologibaseret materiale med ansigt til ansigt undervisning. En underviser kan begynde sådanne kurser med en struktureret undervisning og følge denne undervisning op med online-materialer.
Man bør dog i sine overvejelse inddrage en betragtning om hvorvidt det faglige indhold kan omskrives fra traditionel face to face undervisning og til it-medieret undervisning.
Opmærksomheden bør især rettes hen mod fag og fagområder, hvor det i sidste ende handler om at lære praktiske færdigheder.
Det teoretiske stof forud for det praktiske, kan man stor fordel bearbejdes til it-medieret undervisning. Men den praktiske erfaring kan man på ingen måde lære uden at afprøve viden i et funktionelt miljø, der befinder sig realistisk tæt på den forventede virkelighed, hvori færdigheder og kompetencer ses bragt i anvendelse.